# Defense Security Cooperation Agency

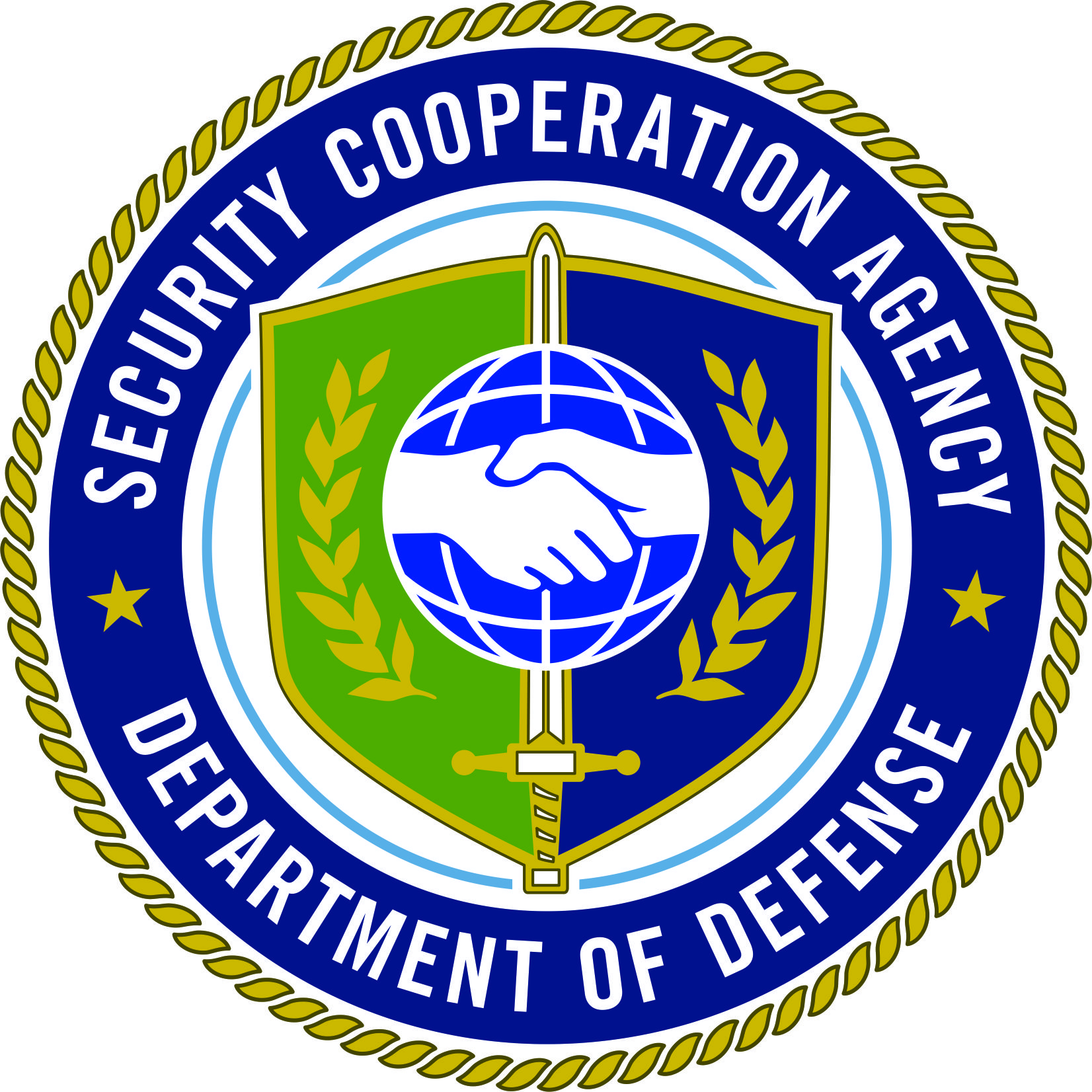
O selo da Agência de Cooperação de Segurança e Defesa do Departamento de Defesa

A Agência de Cooperação de Segurança e Defesa (DSCA) (em inglês: Defense Security Cooperation Agency), faz parte do Departamento de Defesa (DoD) dos Estados Unidos da América, fornece assistência financeira e técnica, a transferência de material de defesa, treinamento e serviços para os aliados, e promove contatos bi-lateriais entre as forças armadas.
A Cooperação de segurança (SC) é baseada em uma tradição de cooperação entre os Estados Unidos e outras nações soberanas, com os mesmos valores e interesses a fim de enfrentar os desafios comuns de defesa. Ela consiste de um grupo de programas autorizados pela Lei de Assistência Externa (U.S. Foreign Assistance Act ) de 1961, conforme alterada, e a Lei de Controle de Exportação de Armas (Arms Export Control Act), conforme alterada, e estatutos relacionados pelos quais o DoD ou  contratante comercial podem fornecer artigos de defesa e os serviços na promoção de políticas nacionais e objetivos.

## História
Estabelecida em 1971, a Agência de Assistência à Segurança e Defesa foi redenominada como Agência de Cooperação de Segurança e Defesa  a partir de 1 de outubro de 1988.

## Foreign military sales (FMS)
O programa de vendas militares estrangeiras (Foreign military sales - FMS) e o  Treinamento e Educação Militar Internacional (IMET) (International Military Education and Training - IMET) são dois programas-chave incluídos na Cooperação em Segurança. O IMET é conduzido exclusivamente com base em donativos do governo dos Estados Unidos. O FMS pode ser realizado através de pagamentos diretos de estados estrangeiros ou do financiamento militar estrangeiro dos Estados Unidos (FMF).
A divisão de vendas militares no exterior é a principal atividade da DSCA, e as vendas anuais estão entre US $ 30 e US $ 40 bilhões. O FMS é um acordo entre o governo dos EUA e um governo estrangeiro, e a DSCA atua como agente de compras principalmente para empresas de defesa americanas, empresas aeroespaciais ou para estoques do DoD. O FMS é gerenciado e operado pelo DoD sem fins lucrativos mas sem prejuízo. Os países participantes do programa pagam por artigos e serviços de defesa a preços que recuperam os custos incorridos pelos Estados Unidos. Isso inclui uma taxa (US$ 15.000, ou 3,8% do custo do item e do serviço, o que for maior) para cobrir o custo de administração do programa.

## Centros regionais
A DSCA possui cinco centros regionais. São eles:
- Africa Center for Strategic Studies[3]
- Asia-Pacific Center for Security Studies[4]
- George C. Marshall European Center for Security Studies[5]
- William J. Perry Center for Hemispheric Defense Studies[6]
- Near East South Asia Center for Strategic Studies.[7]